# The Mighty Celt
The Mighty Celt ist ein irisches Filmdrama aus dem Jahr 2005. Regie führte und das Drehbuch schrieb Pearse Elliott.

## Handlung
Der Junge Donal wohnt bei seiner alleinerziehenden Mutter Kate. Er arbeitet in seiner Freizeit für den Besitzer der Rennhunde Good Joe. Donal rettet einen Hund, der getötet werden soll und trainiert ihn für Rennen. Währenddessen versöhnt sich Kate mit ihrem früheren Freund O, einem Terroristen, der zeitweise im Exil lebte.

## Kritiken
Neil Smith schrieb am 22. August 2005 für die BBC, Anderson bringe in den Film einen Schuss des Hollywood-Glamours. Die Geschichte sei dünn und eher hart, der Film beinhalte Bilder der Tierquälerei. McKennas Darstellung sei vielversprechend.
Die Zeitschrift The Hollywood Reporter schrieb, der Film sei gut gemeint, aber er erzähle eine vorhersehbare Geschichte.

## Auszeichnungen
Gillian Anderson erhielt im Jahr 2005 bei den Irish Film and Television Awards den Publikumspreis. Der Film als Bester Film, Pearse Elliott als Drehbuchautor und Seamus Deasy wurden für den Irish Film and Television Award nominiert.

## Hintergrund
Der Film wurde in Belfast und in Larne (Nordirland) gedreht. Seine Produktionskosten betrugen schätzungsweise 2,8 Millionen Euro. Die Weltpremiere fand am 11. Februar 2005 auf dem Dublin Film Festival statt. Am 15. Februar 2005 wurde der Film auf den Internationalen Filmfestspielen Berlin gezeigt, den zahlreiche weitere Filmfestivals folgten. Am 26. August 2005 kam er in die britischen Kinos.